# Hongqiao Huochezhan
Hongqiao Huochezhan (chiń. 虹桥火车站) – stacja metra w Szanghaju, na linii 2 i 10. Zlokalizowana jest pomiędzy stacjami Xujing Dong i Hongqiao Erhao Hangzhan Lou. Została otwarta 1 lipca 2010.